# Stefan Kapičić
Stefan Kapičić, född 1 december 1978 i Köln, är en tysk-serbisk skådespelare.
Kapičić har bland annat medverkat i de tre filmerna om Deadpool. Han har även medverkat i The Last Voyage of the Demeter.

## Filmografi (i urval)
- 2016 – Deadpool
- 2018 – Deadpool 2
- 2018–2022 – Better Call Saul (TV-serie)
- 2023 – The Last Voyage of the Demeter
- 2024 – Deadpool & Wolverine